# NGC 5355
NGC 5355 je lećasta galaktika u zviježđu Lovačkim psima.

## Vanjske poveznice
- (engl.) SEDS: NGC 5355
- (engl.) Revidirani Novi opći katalog
- (engl.) Izvangalaktička baza podataka NASA-e i IPAC-a
- (engl.) Astronomska baza podataka SIMBAD
- (engl.) VizieR
- DSS-ova slika NGC 5355  Arhivirana inačica izvorne stranice od 20. veljače 2016. (Wayback Machine)